# كرايغ ستيوارت
كرايغ ستيوارت هو سياسي كندي، ولد في 4 أبريل 1928 في بورتاج لابريري في كندا، وتوفي في 2009. حزبياً، نشط في الحزب الكندي التقدمي المحافظ. وقد انتخب عضو مجلس العموم الكندي.